# Alina Nelega
Alina Nelega (n. 1960) este romancieră, autoare dramatică, regizoare, critic de teatru și jurnalistă 

## Biografie
Alina Nelega este licențiată a Facultății de Litere a Universității Babeș-Bolyai, secția Engleză-Română, în 1984. Debutează în revista Vatra, apoi publică în Echinox iar în anul 1988 primește premiul pentru proză al revistei clujene Tribuna. Pînă în 1995 este redactor cultural la radio Tîrgu-Mureș și redactor–șef al unui cotidian local (24 ore mureșene) timp de trei luni iar apoi renunță la jurnalism și se angajează în teatru. Începe să scrie dramaturgie în anul 1992. Primește o bursă de rezident-dramaturg la „Teatrul Royal Court” din Londra (aprilie-mai 1999), pentru piesa Poligraful. În decembrie 2000, participă alături de Saviana Stănescu, Radu Macrinici, Ștefan Caraman și Gianina Cărbunariu la proiectul teatral Ocean-cafe, finalizat cu spectacolul omonim al „Teatrului Tineretului” din Piatra Neamț, în regia lui Radu Afrim. Semnează, de asemenea, adaptări de texte pentru teatru de copii, precum și piesele originale: Visul lui Moș Crăciun sau Cîntăreții din Brema. 
Piesele ei sunt traduse în engleză, germană, franceză, maghiară, poloneză, bulgară, italiană, albaneză, catalană; publicate în antologii, reviste sau volum acestea sunt reprezentate în țară și internațional. Traduce și regizează spectacole pe texte noi, conduce workshopuri și masterclasses în țară și internațional. Participă la rezidențe de dramaturgie în Marea Britanie și Statele Unite. Este o prezență constantă în festivalurile de teatru naționale și internaționale, cu spectacole sau ateliere.
Din anul 2010 este profesor universitar și conduce masteratul de scriere dramatică  al Facultății de Teatru din cadrul Universității de Arte din Tg. Mureș. Din 2015 este profesor abilitat și conduce doctorate în cadrul școlii doctorale UAT. Între 2012-2017 este director artistic al trupei "Liviu Rebreanu" a Teatrului Național din Târgu-Mureș.
Organizează și conduce trei ediții ale festivalului Dramafest, între 1997-1999, editează reviste de teatru: Postscenium, ultimaT și antologii bilingve de dramaturgie nouă. Între 2000 – 2010 conduce programul underground al Teatrului Ariel. Este coordonator al proiectului european Fabulamundi, începând cu anul 2013.

## Afilieri și premii
Este membră fondatoare a „Asociației Internaționale a Criticilor de Teatru UNITER” și, în calitate de critic, a participat la organizarea Primei Întîlniri a Școlilor și Academiilor de Teatru de la Târgu-Mureș. În 1997 pune bazele fundației Dramafest și dezvoltă un program de creare a unui microclimat pentru dramaturgia nouă românească, finalizat prin festivalul omonim, care a cunoscut două ediții. Între anii 1995 – 1997, editează cinci numere din Postscenium, supliment de artă teatrală al revistei Vatra, apoi antologia bilingvă de dramaturgie nouă - „Piese noi romanești/ New Romanian Plays - Dramafest ’98”. Între 1999-2001 este redactor-șef al revistei UltimaT – alternative în cultura teatrală. Este secretar literar al „Teatrului Ariel” din Târgu-Mureș și a înființat teatrul underground, spațiu de experiment teatral, în pivnița aceluiași teatru. A tradus din limba engleză, mai ales teatru: Mark Medoff, Alan Ayckbourne, Saul Bellow, David Harrower, Mark Ravenhill, Eve Ensler.
În aprilie 2001 i se decernează „Premiul UNITER - Piesa Anului” pentru www.nonstop.ro, text pe care îl și pune în scenă într-o producție underground, a Teatrului Ariel din Tîrgu-Mureș și a Fundației Dramafest, avînd premiera în 25 octombrie 2001. În 2008 este primește Honorary Fellow in Writing la  Universitatea din Iowa, SUA.

### Premii și nominalizări
- 2001: Premiul UNITER ‘Piesa anului 2001 pentru www.nonstop.ro
- 2001: Nominalizare la premiile ASPRO pentru romanul Ultim@vrajitoare, Ed.Paralela 45.
- 2007: Premiul „Autor European” Heidelberger Theatrestueckemarkt, pentru Amalia respiră adânc
- 2008: Nominalizare la premiul de dramaturgie al Uniunii Scriitorilor pentru romanul Kamikaze, Ed. Cartea românească
- 2014: Premiul UNITER premiul 'Piesa anului 2013' pentru În trafic
- 2015: Premiul  Fibula pentru realizări deosebite în domeniul culturii[9]
- 2019: Nominalizare la premiile Sofia Nădejde pentru romanul Ca și cum nimic nu s-ar fi întâmplat , Ed. Polirom
- 2019: Premiul pentru Proză al revistei Observator Cultural pentru romanul Ca și cum nimic nu s-ar fi întâmplat , Ed. Polirom
- 2021: Premiul pentru Proză la Gala Premiilor Sofia Nădejde pentru Literatură Scrisă de Femei pentru romanul un nor în formă de cămilă, Ed. Polirom
- 2021: Premiul pentru Proză al Radio România Cultural, pentru romanul un nor în formă de cămilă, Ed. Polirom[10]

## Publicații

### Romane
- 2001 "Ultima vrăjitoare", editura Paralela 45
- 2019 "ca și cum nimic nu s-ar fi întâmplat", editura Polirom 
  - 2020 Comme si de rien n’était,  traducere Florica Courriol, editura Des Femmes/Antoinette Fouque[11]
- 2021 "un nor în formă de cămilă", editura Polirom

### Piese de teatru
2012 Amalia respire profondément, tradus de Mirella Patureau ,  l’Espace d’un instant

### Lucrări despre teatru
2010: Structuri și formule de compoziție ale textului dramatic, Editura Eikon

### Texte integrale
La Editura Liternet sînt disponibile (spre descărcare gratuită) următoarele texte integrale:
- Amalia respiră adânc (2005)
- hu  Améli sóhaja (2006)
- Decalogul după Hess (2006)
- 4atru piese (alături de Ioan Peter, Mihai Ignat, Peca Ștefan) (2006)
- hu  Rudolf Hess tízparancsolata (2006)
- ultim@ vrăjitoare (roman) (2007)

### Traduceri
- 2018: Teatrul absurdului - Martin Esslin, Editura Nemira
- 2019: Lisa on the Beach - Anda Cadariu, Editura LiterNet